# 和田尊義
和田 尊義（わだ たかよし、1876年（明治9年）8月1日 - 1910年（明治43年）10月17日）は、明治時代の政治家。衆議院議員。

## 経歴
和田治太郎義尚、藤の長男として土佐国長岡郡小蓮村（岡豊村小蓮を経て、現在の南国市）に生まれる。初代彦五郎から続く地元の資産家。1897年（明治30年）高知尋常中学校を卒業し、第三高等学校に入学するが、病気を理由に中退。1902年（明治35年）6月から1905年（明治38年）3月まで母校の高知県立第一中学校で教諭心得を務める。この間、テニス部、ボート部の指導に当たり、1904年（明治37年）には京都武徳会端艇競漕会で全国優勝を果たした。
その後、岡豊村教育兵事長、土佐農工銀行専務を経て、1908年（明治41年）5月の第10回衆議院議員総選挙に高知県郡部から出馬し当選するが、在任中に結核により没した。

## 親族
- 弟：中川喜義（実業家）[1]
- 義兄：西本直太郎（姉・秀の夫、高知市長）[1]
- 寺石正路（弟重義の岳父、郷土史家）[1]